# Kontos

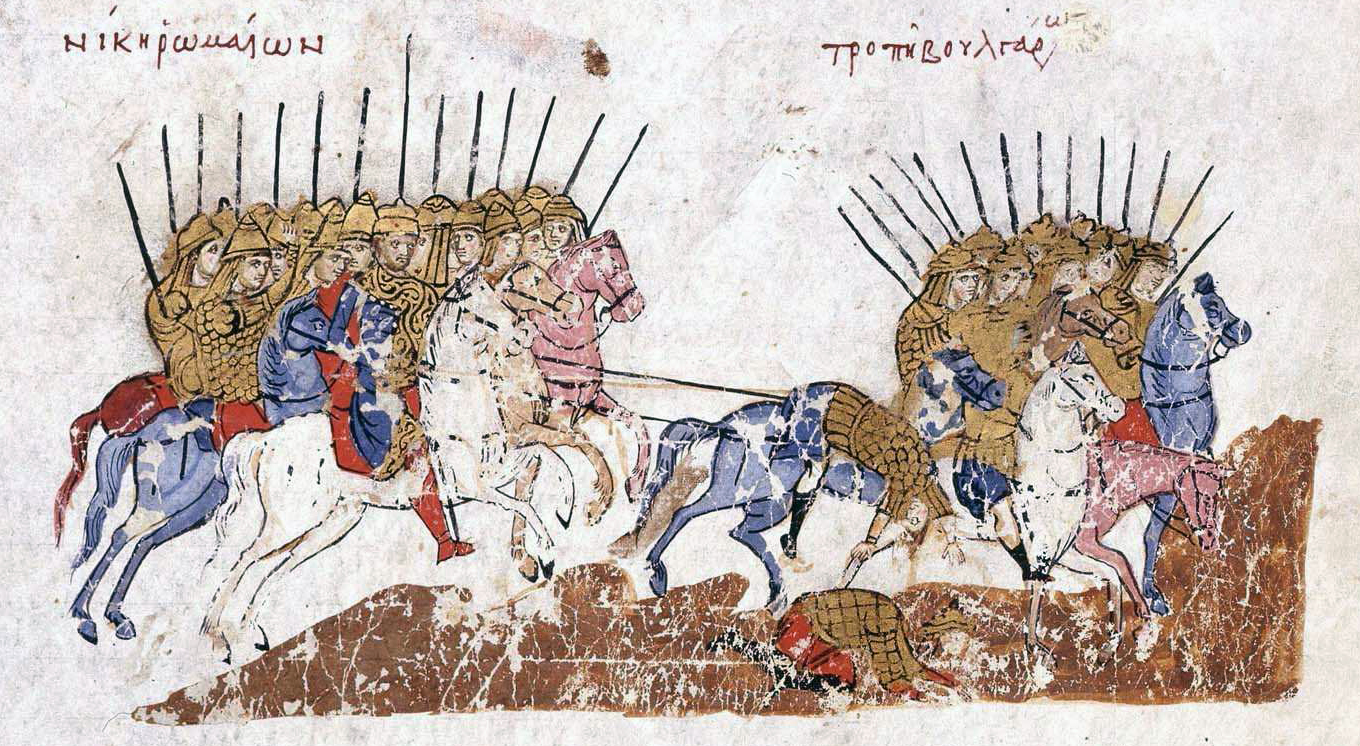
Carica di catafratti bizantini: Cronaca di Giovanni Skylitzes, Codex Græcus Matritensis, Biblioteca Nacional de España, Madrid.

Kontos (κοντός in greco; contus in latino) era il nome greco usato per indicare un tipo di lancia da cavalleria in uso presso i nomadi Sarmati prima ed i catafratti dell'Impero romano, dell'Impero persiano e dell'Impero bizantino poi.

## Funzione
Venne inoltre adottata come arma usuale dai catafratti dell'Armenia, della Partia e dell'impero sasanide ed utilizzata dai guerrieri Sarmati. Un cambiamento nella terminologia utilizzata per descrivere l'arma sarmata indica che il kontos venne sviluppato tra l'inizio e la metà del I secolo da un tipo di lancia più piccolo (che veniva indicata con il termine generico di lancia - longche o hasta - da autori greci e romani, rispettivamente).
Come mostrato da opere d'arte contemporanee, l'arma era lunga tra i 3 e i 4 metri circa ma ciò non esclude che ve ne fossero di più grandi. Una lunghezza di 4.5 metri è stata determinata sperimentalmente come il massimo pratico. Il nome deriva probabilmente della sua lunghezza, poiché la parola kantos in greco significa remo. Veniva utilizzata con entrambe le mani mentre il cavallo veniva diretto col ginocchio; questo particolare uso faceva sì che il cavaliere che la manovrava dovesse avere una grande maestria sia nell'arte delle armi che nella cavalcata, dato che le staffe non erano ancora entrate in uso.
I romani adottarono una variazione del kontos, chiamato contus. Il contus romano veniva utilizzato anch'esso con entrambe le mani. L'arma bizantina kontarion, invece, veniva usata dai catafratti bizantini con una sola mano, grazie ad uno speciale alloggiamento posto sotto l'ascella, simile alla resta utilizzata dai cavalieri europei del Medioevo.
Il termine utilizzato in diverse regioni per indicare le cavallerie munite di lance deriva da kontos. Tra questi sono degni di nota gönder (Ungheria), gönder o rumh (Turchia) e quntariya (in arabo).

## Storia

### Epoca romana
Il primo ad introdurre unità militari di cavalleria dotate di kontus fu l'imperatore romano, Traiano, durante la conquista della Dacia (101-106). Si trattava dell'Ala I Ulpia contariorum milliaria. Questa unità fu posizionata fin dall'inizio in Pannonia superiore, nei pressi di Arrabona e di lei abbiamo notizia ancora nel III secolo, quando fu trasferita in Siria, dove la troviamo nel 252. Sue vexillationes parteciparono nel corso del II secolo a qualche operazione militare in Mauretania.
In seguito nuove unità dotate di contus furono create a partire da Adriano con cavalieri catafratti, come l'Ala I Gallorum et Pannoniorum catafractaria, formata da sarmati Roxolani, i quali erano stati sistemati in Gallia e Pannonia dopo le guerre condotte contro di loro nel periodo 107-118.